# Biểu tình Algérie 2010–2012
Biểu tình Algérie 2010–2012 là chuỗi những cuộc biểu tình liên tiếp diễn ra tại nhiều nơi ở Algérie bắt đầu từ tháng 1 năm 2011, trong số các cuộc biểu tình trên toàn thế giới Ả Rập. Nguyên nhân chính được cho là nạn thất nghiệp, thiếu nhà ở, lạm phát giá thực phẩm, tham nhũng, sự kiểm soát của chính phủ về quyền tự do báo chí và điều kiện sống nghèo nàn của người dân. Mặc dù các cuộc biểu tình mang tính địa phương đã diễn ra từ nhiều năm trước cho tới tháng 12 năm 2010, một làn sóng nhiều cuộc biểu tình và bạo động đồng thời nổ ra từ sự tăng giá bất ngờ của thực phẩm, đã diễn ra trên toàn Algeria từ tháng 1 năm 2011. Tuy các cuộc biểu tình đã buộc chính phủ phải tìm biện pháp làm giảm giá thực phẩm, nhưng sau đó làn sóng tự thiêu của người biểu tình, hầu hết diễn ra trước tòa nhà của chính phủ, bắt đầu lan ra. Các đảng đối lập, đoàn thể, và tổ chức nhân quyền sau đó đã bắt đầu tổ chức các cuộc biểu tình hàng tuần, mặc dù các cuộc biểu tình là bất hợp pháp do không được phép vì chính phủ đặt đất nước tình trạng khẩn cấp đang diễn ra, chính phủ cố gắng đàn áp các cuộc biểu tình càng nhiều càng tốt, trong khi hứa hẹn sớm chấm dứt ngay tình trạng khẩn cấp. Trong khi đó, cuộc biểu tình của thanh niên thất nghiệp, thường với lý do thất nghiệp,hogra (áp bức), và các vấn đề cơ sở hạ tầng, tiếp tục, xảy ra hầu như hàng ngày ở các thị trấn nằm rải rác trên cả nước. Sau nhiều cuộc biểu tình, Algérie đã bãi bỏ tình trạng khẩn cấp sau 19 năm.